# 富克罗勒
富克罗勒（法語：Fouquerolles，法語發音：[fukʁɔl]）是法国瓦兹省的一个市镇，属于博韦区。

## 地理
富克罗勒（49°27'23"N, 2°12'54"E）面积10.21 平方千米，位于法国上法蘭西大區瓦兹省，该省份为法国北部内陆省份，北起索姆省，西接厄尔省和滨海塞纳省，南至塞纳-马恩省和瓦兹河谷省，东临埃纳省。
与富克罗勒接壤的市镇（或旧市镇、城区）包括：埃叙勒、勒费圣康坦、欧迪维莱、拉韦尔西讷、尼维莱尔、沃莱讷。

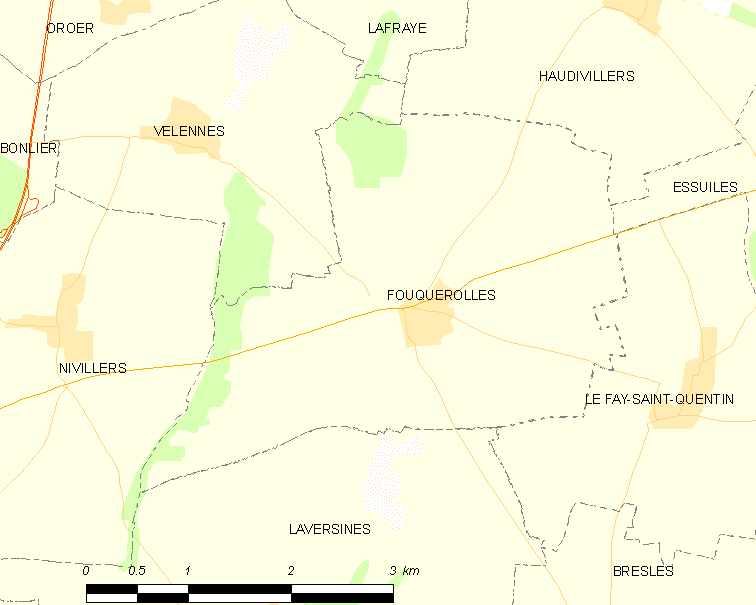
富克罗勒的OSM定位图

富克罗勒的时区为UTC+01:00、UTC+02:00（夏令时）。

## 行政
富克罗勒的邮政编码为60510，INSEE市镇编码为60251。

## 政治
富克罗勒所属的省级选区为穆伊县。

## 人口

1962-2008年间富克罗勒人口变化图示

富克罗勒于2022年1月1日时的人口数量为297人。